# 国本幼稚園
国本幼稚園（くにもとようちえん）は、東京都世田谷区（旧東京府北多摩郡砧村）に所在する私立共学幼稚園。

## 沿革
- 1953年（昭和28年） - 国本幼稚園設立
- 1987年（昭和62年） - 町田キャンパス開設
- 2016年（平成28年） - 町田キャンパス閉鎖

## 交通

### 喜多見キャンパス
普段の保育はこちらで行う。
- 小田急線 喜多見駅 徒歩2分

### 町田キャンパス（廃止）
2016年度をもって閉鎖。廃止前はイベントなどで使用されていた。
- JR横浜線・小田急線町田駅より神奈中バス（町53・町55系統）に乗車し「国本学園前」で下車、徒歩5分。
- 小田急線鶴川駅より神奈中バス（町53系統）に乗車し「国本学園前」で下車、徒歩5分。

## 系列校
- 国本女子中学校・高等学校
- 国本小学校